# Deaflympische Winterspelen 2015
De XVIIIe Deaflympische Winterspelen werden in 2015 in Chanty-Mansiejsk, een stad en het bestuurlijk centrum van het autonome district Chanto-Mansië in Zuid-West-Siberië aan de rivier de Irtysj in Rusland. De Spelen duurden van 28 maart tot en met 5 april. Er deden zo'n 336 atleten uit 27 landen mee.

## Sporten
Er stonden 5 sporten op het programma.

## Kalender
De volgende tabel geeft het programma van de Spelen per dag. Een blauw vakje betekent dat er die dag wedstrijden op het programma staan maar dat er geen medailles zijn te winnen. Een geel vakje geeft aan dat er die dag medailles zijn te winnen en het getal staat voor het aantal finales.
| OC | Openingsceremonie | ● | Wedstrijden | 1 | Finales | SC | Sluitingsceremonie |

| maart/april | maart/april | 28 Za | 29 Zo | 30 Ma | 31 Di | 1 Wo | 2 Do | 3 Vr | 4 Za | 5 Zo | Totaal |
| ----------- | ----------- | ----- | ----- | ----- | ----- | ---- | ---- | ---- | ---- | ---- | ------ |
| Ceremonies  | Ceremonies  | OC    |       |       |       |      |      |      |      | SC   |        |
| Alpineskiën | Alpineskiën |       |       |       |       | 2    |      | 4    | 2    | 2    | 10     |
| Curling     | Curling     |       | ●     | ●     | ●     | ●    | ●    | ●    | ●    | 2    | 2      |
| IJshockey   | IJshockey   |       | ●     | ●     |       | ●    | ●    |      | ●    | 1    | 1      |
| Langlaufen  | Langlaufen  |       | 2     | 1     |       | 2    | 1    |      | 2    |      | 8      |
| Snowboarden | Snowboarden |       | 2     | 2     |       | 2    |      | 2    |      | 2    | 10     |
| Totaal      | Totaal      |       | 4     | 3     | 0     | 6    | 1    | 6    | 4    | 7    | 31     |
| Cumulatief  | Cumulatief  |       | 4     | 7     | 7     | 13   | 14   | 20   | 24   | 31   | 31     |
| maart/april | maart/april | 28 Za | 29 Zo | 30 Ma | 31 Di | 1 Wo | 2 Do | 3 Vr | 4 Za | 5 Zo | Totaal |

## Medaillespiegel
In onderstaande tabel de top 10. Het gastland heeft een blauwe achtergrond. De gegevens zijn in overeenstemming met de ranglijst zoals die door de organisatie is opgesteld.
| Plaats | Land             | NPC | Goud | Zilver | Brons | Totaal |
| 1      | Rusland          | RUS | 12   | 6      | 12    | 30     |
| 2      | Tsjechië         | CZE | 6    | 1      | 0     | 7      |
| 3      | Verenigde Staten | USA | 3    | 3      | 2     | 8      |
| 4      | Italië           | ITA | 3    | 2      | 0     | 5      |
| 5      | Japan            | JPN | 3    | 1      | 1     | 5      |
| 6      | Zwitserland      | SUI | 1    | 3      | 0     | 4      |
| 7      | Frankrijk        | FRA | 1    | 1      | 3     | 5      |
| 8      | China            | CHN | 1    | 1      | 2     | 4      |
| 9      | Finland          | FIN | 1    | 1      | 0     | 2      |
| 10     | Oekraïne         | UKR | 0    | 5      | 3     | 8      |

## Deelnemende landen
Er waren tijdens de Deaflympische Winterspelen van 2015 geen delegaties uit België en Nederland aanwezig. 